# چروکی بلوف (آلاباما)
چروکی بلوف (به انگلیسی: Cherokee Bluffs) یک منطقهٔ مسکونی در ایالات متحده آمریکا است که در آلاباما واقع شده‌است. چروکی بلوف ۱۷۰٫۹۹ متر بالاتر از سطح دریا قرار دارد.